# Peltohyas australis
Peltohyas australis là một loài chim trong họ Charadriidae.